# Torymoides sureshani
Torymoides sureshani är en stekelart som beskrevs av T.C. Narendran 1994. Torymoides sureshani ingår i släktet Torymoides och familjen gallglanssteklar. Inga underarter finns listade i Catalogue of Life.